# 小行星79152
小行星79152（79152 Abukumagawa）是一颗绕太阳运转的小行星，为主小行星带小行星。该小行星于1993年3月19日发现。
該小行星以日本的阿武隈川命名。

## 轨道参数
小行星79152的轨道半长轴为350 949 692 km，2.3459204 UA，离心率为0.2660631。